# Eulâmpio e Eulâmpia
Eulâmpio e Eulâmpia (falecidos em 310 d.C.) são santos venerados como mártires cristãos do Século III. Segundo a tradição, eles eram irmãos nativos da Nicomédia e foram executados durante o reinado do imperador romano Maximino.
Segundo a tradição, Eulâmpio foi preso pelas autoridades romanas durante uma tentativa de comprar suprimentos para os cristãos que estavam escondidos em cavernas nos arredores de Nicomédia. Depois de Eulâmpio ser chicoteado, sua irmã Eulâmpia foi presa após emergir de uma multidão para abraçá-lo e confortá-lo. 
Eulâmpio e Eulâmpia foram executados no dia seguinte. Segundo a tradição cristã, duzentos soldados, movidos pela coragem dos dois irmãos, converteram-se ao cristianismo e foram martirizados. 